# Linnéa Lundgren
Maria Linnéa Lundgren, född 5 oktober 1914 i Engelbrekts församling i Stockholm, död 5 maj 2000 i Hägerstens församling i Stockholm, var en svensk konstnär.
Lundgren studerade teckning vid Tekniska skolans aftonkurser 1936–1937 samt  modellmålning i ABF:s konstcirklar.
Hon medverkade i Sveriges allmänna konstförenings höstutställning på Konstakademien med oljemålningen ’’Trolltoppen’’.
Hon var dotter till Albert Lundgren och Brita Maria Johansson samt från 1942 gift med Birger Rygge.